# Michael Philipp (Koch)
Michael Philipp  (* 1972 in Gerbrunn) ist ein deutscher Koch.

## Werdegang
Michael Philipp absolvierte eine Lehre zum Koch bei Fritz Schilling in den Schweizer Stuben in Wertheim (zwei Michelinsterne). Dort lernte er seine heutige Frau kennen, die eine Ausbildung als Restaurantfachfrau und Sommelière absolvierte. Mit ihr bekam er später zwei Kinder.
Im Jahr 1998 machte Philipp sich selbstständig und erwarb in Sommerhausen ein 400 Jahre altes Patrizierhaus aus der Renaissance, das bereits der Vorbesitzer zu einem Sternelokal entwickelt hatte. Hier eröffnete er das Restaurant Philipp, das seit dem Guide Michelin 2004 mit einem Stern ausgezeichnet wird.
Philipp beschreibt seinen Stil als französisch inspirierte, leichte saisonale Küche.

## Auszeichnungen
- Seit 2003: Ein Stern im Guide Michelin 2004 für das Restaurant Philipp[3]
- Seit 2004: Mitglied bei Jeunes Restaurateurs Deutschland[4]
- TOP 50 Köche Schlemmer Atlas-Award